# Траян Първанов
Траян Първанов Първанов е български поет.
Роден е на 26 юли 1942 година в Криводол, Врачанско. Издава стихосбирките „Нрав“, „Място в дъжда“ (1979), „Пеш към звездите“ (1983), „Ной-нож“ (1992), „Летален изход“ (1994), „Лудост за хубост“ (1994). Посмъртно е издаден сборникът „Не ме обичай, Господи“ (1996).
Траян Първанов умира на 18 май 1994 година в София.
През 2002 година е издаден посветения на Първанов биобиблиографски сборник „Траян Първанов : 60 г. от рождението му“. През 2012 година получава посмъртно наградата на родния си град Криводол.